# Pamphagulus peneri
Pamphagulus peneri är en insektsart som beskrevs av Fishelson 1993. Pamphagulus peneri ingår i släktet Pamphagulus och familjen Dericorythidae. Inga underarter finns listade i Catalogue of Life.